# الجميلية (العراق)
الجميلية هي خَبْرة، في ناحية الشبكة بقضاء النجف بمحافظة النجف بالبادية العراقية غرب العراق، وفي أرجائها منطقة صميت والعاشورية.